# Poynter Institute
Le Poynter Institute for Media Studies (dont le nom fait référence à son fondateur, l'éditeur américain Nelson Poynter) est à la fois une école de journalisme à but non lucratif et un organisme de recherche, basés à St. Petersburg en Floride. L'école, créée en 1975 en Floride, possède le journal Tampa Bay Times et héberge le « Réseau international de vérification des faits » (International Fact-Checking Network), et gère PolitiFact.

## Histoire
L'école a ouvert ses portes le 29 mai 1975, quand Nelson Poynter, alors propriétaire et président du St. Petersburg Times (aujourd'hui renommé Tampa Bay Times) et de la Times Publishing Company, a annoncé vouloir créer une petite école de journalisme alors baptisée Modern Media Institute (nom changé pour « Institut Poynter » près d'une décennie plus tard)[réf. nécessaire].
En 1977, Nelson Poynter a légué la propriété de la Times Publishing Company à l'Institut afin qu'après sa mort, l'école devienne propriétaire du St. Petersburg Times.
Poynter est mort le 15 juin 1978, à l'âge de 74 ans. Il était tombé malade dans son bureau quelques heures seulement après avoir participé à la mise en chantier du nouveau campus de Saint-Pétersbourg de l'université du Sud de la Floride[réf. nécessaire].
En 1985, le second président du Poynter Institute (Robert J. Haiman), l'a déplacé du bâtiment d'une banque sur Central Avenue vers un bâtiment primé où il se trouve aujourd'hui.
Craig Newmark, membre du conseil d'administration de la Fondation Poynter, lui a fait don de 1 million de dollars en 2015,. En 2017, l'Institut Poynter a reçu 1,3 million de dollars du réseau Omidyar et des fondations Open Society pour des projets dans trois domaines principaux : la technologie de vérification des faits, le suivi de l'impact et les récompenses financières via des subventions à l'innovation et des financements participatifs.
L'Institut a évolué pour devenir la plus grande école de journalisme existant aujourd'hui, tout en concentrant une partie de ses activités sur la détection et la lutte contre la diffusion d'informations partielles, partiales ou totalement mensongères (Debunking…). En 2018, une coopération du Poynter Institute avec le réseau de recommandation de contenu Revcontent  vise à  mettre fin à la désinformation et aux fausses nouvelles dans les articles,, fournissant à Revcontent la vérification des faits fournie par leur réseau international de vérification des faits. Le 11 janvier 2018, la directrice de la liberté d'expression de la Fondation Charles Koch, Sarah Ruger, déclare dans un communiqué de l'American Society of News Editors que la fondation soutient de nombreux bénéficiaires engagés en faveur de la liberté de la presse, notamment le Poynter Institute, le Newseum et l'initiative de liberté d'expression de Techdirt. Le 12 février 2018, le Tampa Bay Times (branche à but lucratif de l'institut à but non lucratif Poynter) a créé le site Web PolitiFact, lauréat du prix Pulitzer, formant une nouvelle entité, indépendante, au sein de Poynter. En mars 2018, Google.org a nommé le Poynter Institute à la tête de son programme MediaWise pour aider les élèves de collèges et lycées à mieux analyser les actualités et  informations en ligne. Google a financé ce projet avec une subvention de 3 millions de dollars.
Depuis 2019, le Washington Post est associé au Poynter Institute (avec d'autres sponsors financiers) pour accroître la diversité (y compris ethnique)  dans les médias, afin d'étendre l'évènement annuel organisé par  Poynter, le Leadership Academy for Diversity in Digital Media qui est un programme sans frais de scolarité  ouvert aux journalistes de couleur travaillant dans les médias numériques, visant à les aider à  s'épanouir, professionnellement et personnellement, à devenir des cadres de haut-niveau, innovants et créateurs,.

Les autres sponsors sont CNN, les Scripps Howard Foundations, Craig Newmark Philanthropies, la Ethics and Excellence in Journalism Foundation et la TEGNA Foundation.
À la suite des révélations du scandale Facebook-Cambridge Analytica/AggregateIQ, Facebook s'est vu reprocher dans le monde entier, d'avoir sciemment laissé son réseau social ouvert aux manipulations à grande échelle (par SCL Elections notamment) d'une partie des votants qui se sont prononcés pour le Brexit et pour l'élection de Donald Trump à la têtes des États-Unis. La plate-forme et Mark Zuckerberg se sont publiquement engagés à mieux contenir le fausses informations, en particulier dans les contextes électoraux. À partir de 2020, dans ce contexte et dans celui d'une pénétration du monde étudiant par les théories du complot et les fake-news, le Poynter Institute a étendu son programme MediaWise en créant notamment un Programme national d'éducation aux médias baptisé « MediaWise Voter project (#MVP) » ; il visait à toucher 2 millions d'étudiants américains qui allaient voter pour la première fois, en les préparant et en les informant mieux en vue des élections de 2020 face aux messages de propagandes et fausses informations (dont certains ciblaient très spécifiquement et intensément les lycéens et les jeunes étudiants qui allaient prochainement voter).
Dans le contexte de la désinformation sur la pandémie de Covid-19 et relative au vaccin contre la Covid-19, le Poynter Institute a mobilisé 737 400 $ (de prêts fédéraux obtenu de la part du Paycheck Protection Program) pour aider à la vérification des faits. Son président Neil Brown précisait que ce n'était pas la première fois que l'institut recevait un financement gouvernemental (des contrats de formation avaient déjà été passés par exemple avec Voice of America).

## News University (NewsU)
C'est un autre programme de l'Institut Poynter, qui propose une formation en journalisme via des cours et exercices en ligne, des webinaires et l'apprentissage par le jeu.
NewsU est financé par la Fondation John S. et James L. Knight.

## Réseau international de vérification des faits (IFCN)

Logo du Réseau international de vérification des faits (International Fact-Checking Network).

En 2015, l'institut a lancé ce réseau international (IFCN pour International Fact-Checking Network), avec l'objectif d'établir un code de déontologie pour les organisations de vérification des faits.
L'IFCN examine les éditeurs vérificateurs de faits afin de s'assurer qu'ils se conforment à son code, et délivre une certification à ceux qui réussissent l'audit. La certification dure un an et les vérificateurs des faits doivent être réexaminés chaque année pour conserver cette certification.
Google, Facebook et d'autres entreprises technologiques utilisent la certification de l'IFCN pour contrôler les éditeurs pour les contrats de vérification des faits,,.
L'IFCN et l'American Press Institute publient conjointement Factually, une newsletter sur le fact-checking et l'éthique du journalisme,.

## Liste noire des fausses nouvelles
En 2019, Poynter a compilé diverses bases de données de fausses nouvelles (dont celles organisées par le Annenberg Public Policy Center, Merrimack College, PolitiFact et Snopes), aboutissant à lister 515 sites Web d'actualités jugés selon ses critères « peu fiables ». Cette liste comprenait notamment des sites Web d'information conservateurs tels que le Washington Examiner, le Washington Free Beacon et le Daily Signal.
Poynter a ensuite invité les annonceurs à « blacklister » ces sites. Cette initiative a suscité de vives réactions, qui a poussé Poynter a retirer cette liste, en raison, selon un communiqué, de « faiblesses méthodologiques » dans le choix des critères sélection ou de leur application ; Poynter a publié des excuses : « Nous regrettons de ne pas avoir veillé à ce que les données soient rigoureuses avant leur publication, et nous nous excusons pour la confusion et l'agitation causées par leur publication ». Le magazine Reason en mai 2019, notait que la liste (retirée) des plus de 500 faux sites d'information, étaient pour beaucoup des sites d'actualités conservateurs, mais aussi des sites Web de think tanks.

## Médaille Poynter
Depuis 2015, cette médaille récompensant des journalistes pour l'ensemble de leurs réalisations en matière d'information ; elle est annuellement décernée par l'Institut Poynter et a notamment récompensé :
- en 2015 : Bob Schieffer, ancien présentateur de CBS News et animateur de Face the Nation
- en 2016 : Tom Brokaw, ancien présentateur de NBC Nightly News
- en 2017  Judy Woodruff, présentatrice et rédactrice en chef de PBS NewsHour
- en 2018 : Lester Holt, présentateur de NBC Nightly News et Dateline NBC
- en 2019 : Katie Couric, journaliste audiovisuelle, auteure et entrepreneure médiatique
- en 2020 : Chris Wallace, présentateur de Fox News Sunday